# Emma Wertsén

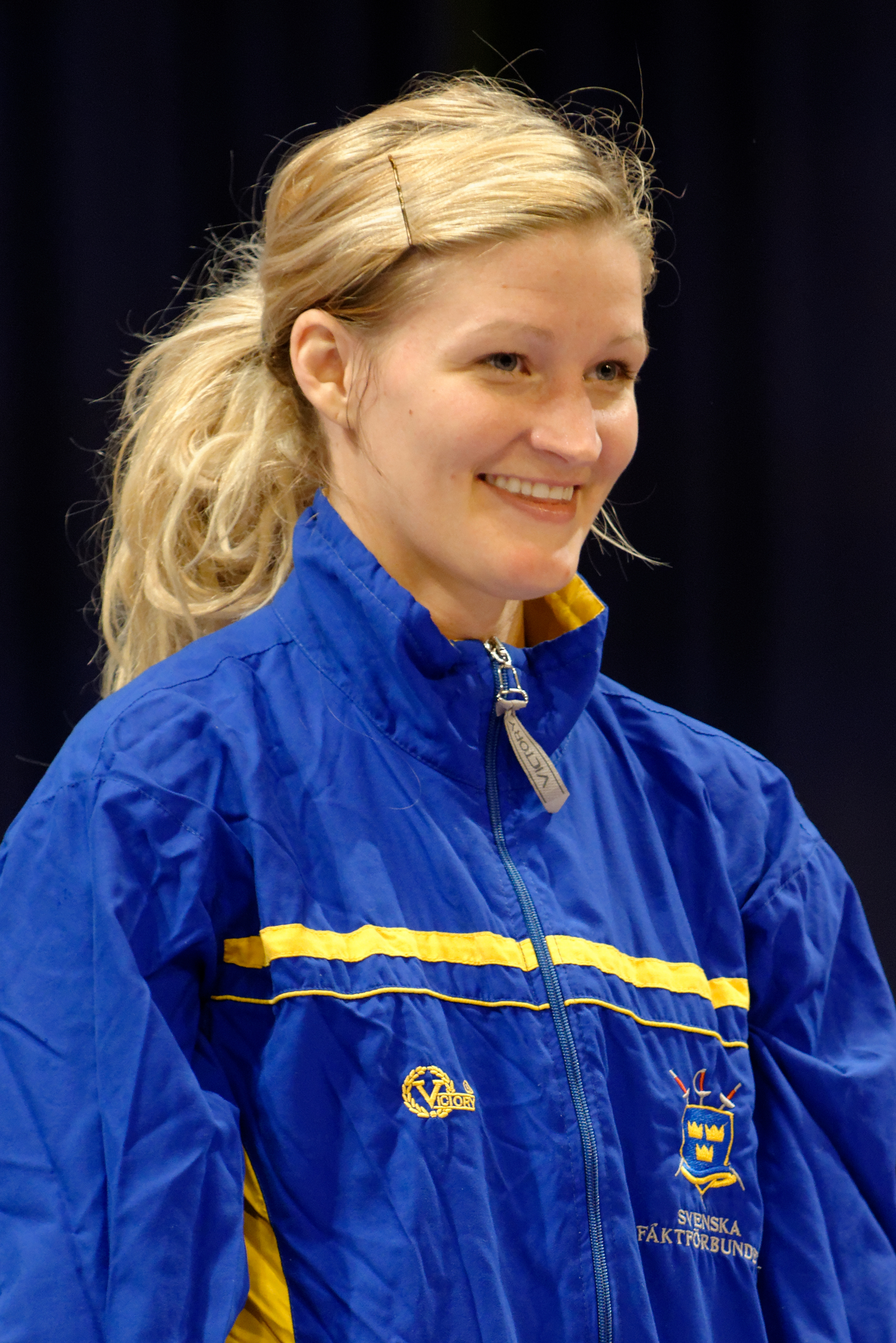
Emma Wertsén vid Challenge International de Saint-Maur 2013.

Emma Katinka Renée Wertsén, född Samuelsson 17 oktober 1988 i Ölmevalla församling i Hallands län, är en svensk fäktare.
Wertsén deltog i de Olympiska sommarspelen 2008. Där hon nådde kvartsfinalen som hon förlorade mot slutsegraren tyskan Britta Heidemann.

## Karriär
I fäkt-EM i Gent i juli 2007 tog hon överraskande ett individuellt silver i värja, vilket är det bästa svenska EM-resultatet i fäktning i modern tid. Den ende svensk som stått högre på prispallen vid ett EM är Hans Drakenberg år 1935. 
Hon började fäkta sommaren 2000 för Kungsbacka Fäktklubb; hon flyttade senare in till Göteborg där hon nu tränar för Göteborgs Fäktklubb.
Ursprungligen började hon att fäkta florett men bytte efter några år till värja.

## Tränare genom åren
Johan Skårbratt, KF99
Christian Ferrera, KF99
Vladimir Jouferov, KF99
Göran Abrahamsson, KF99/GFK
Sergei Paramanov, GFK, Adrian Pop KF99

## Utmärkelser
- 2008 Lilla Bragdguldet, SvD:s ungdomsstipendium
- 2006 Rankad 1:a i världen bland juniorer

## Meriter
- Världsmästerskapen i fäktning
  - 2015 Silver, värja individuellt
- Olympiska spelen
  - 2008, kvartsfinal värja
- Europamästerskapen i fäktning
  - 2007 Silver, värja individuellt
- SM
  - 2015 Guld
- Världscup
  - Buenos Aires 2016 - Brons
  - Barcelona 2015 Lag - Guld
  - Nanjing 2014 Lag - Brons
  - Saint Maur 2014 Lag - Silver
  - Saint Maur 2013 - Brons
  - Saint Maur 2012 - Guld
  - Luxemburg 2010 - Silver
  - Barcelona 2010 - Silver
- Junior-VM
  - Belek 2007 - Guld
  - Korea 2006 - Brons
- Junior-SM
  - 2007 Guld, värja individuellt
  - 2007 Guld, värja lag
  - 2005 Guld, värja individuellt
  - 2005 Guld, värja lag
  - 2004 Guld, värja lag
- Junior-EM 
  - 2005 Guld, värja lag (med Emma Väggö, Nina Westman och Johanna Bergdahl)
- Junior NM, 
  - 2003 Guld
- Yngre Junior NM 
  - 2003 Silver